# Thorbjørn Jagland
Thorbjørn Jagland (Drammen, 5 novembre 1950) è un politico norvegese appartenente al Partito Laburista e segretario generale del Consiglio d'Europa dal 2009 al 2019.

## Biografia
Nato a Drammen il 5 novembre 1950, figlio del saldatore Helge Thorbjørn Jagland  e della cuoca Ingrid Bjerknes.
Nel 1975 è stato eletto come rappresentante nel consiglio della contea di Buskerud per quatto anni per poi essere rieletto nel 1979.
È stato ministro di Stato della Norvegia dal 1996 al 1997  e poi ministro degli esteri dal 2000 al 2001. Precedentemente aveva rivestito il ruolo di segretario generale del partito dal 1986 al 1992  e poi leader del partito fino al 2002 quando gli è succeduto Jens Stoltenberg. Nel 2009 è diventato presidente del Comitato norvegese del Premio Nobel, ruolo che ha mantenuto fino a marzo 2015 quando gli è succeduta Kaci Kullmann Five.